# Ongamira

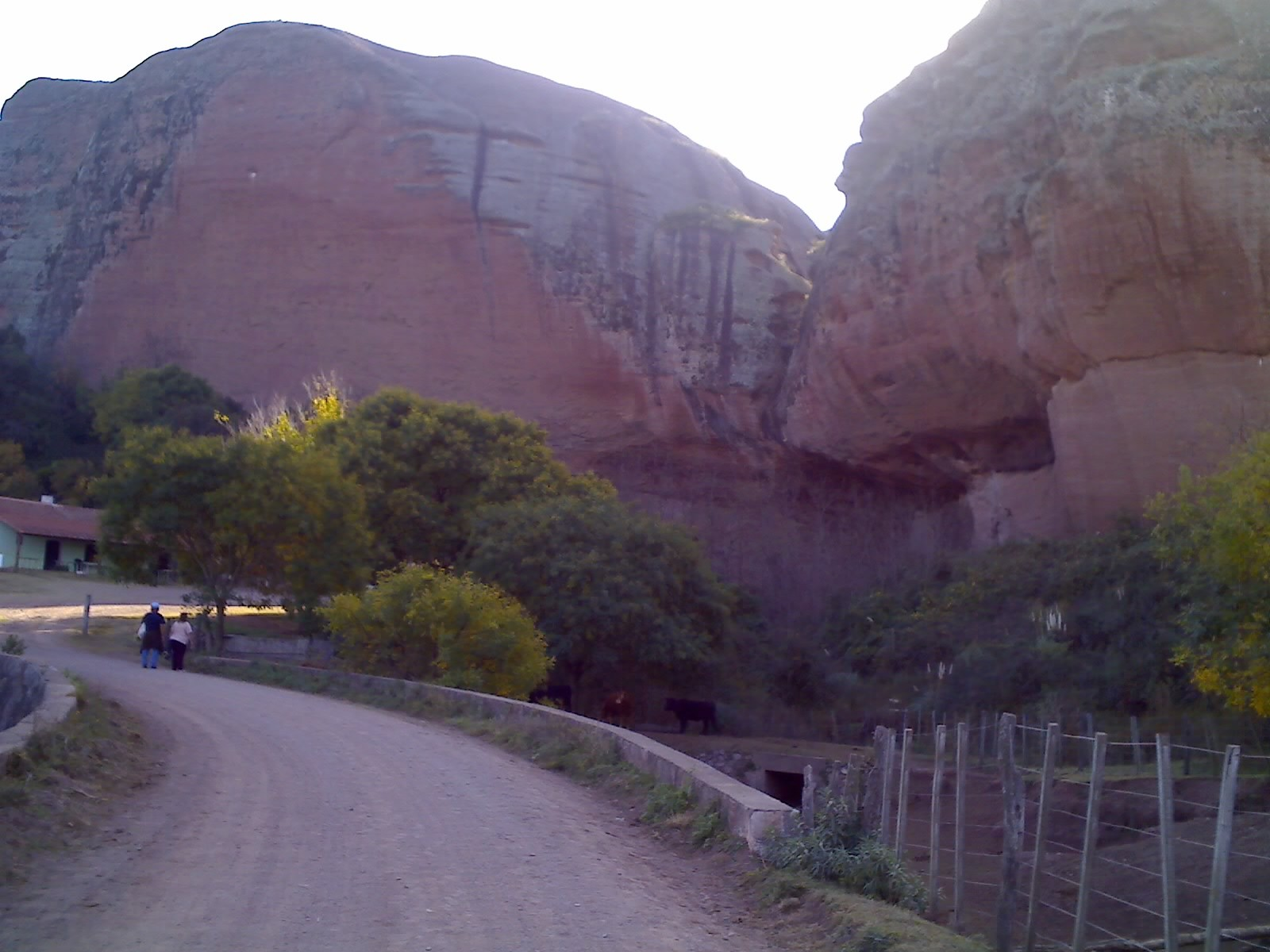
Formaciones de piedra en Ongamira.

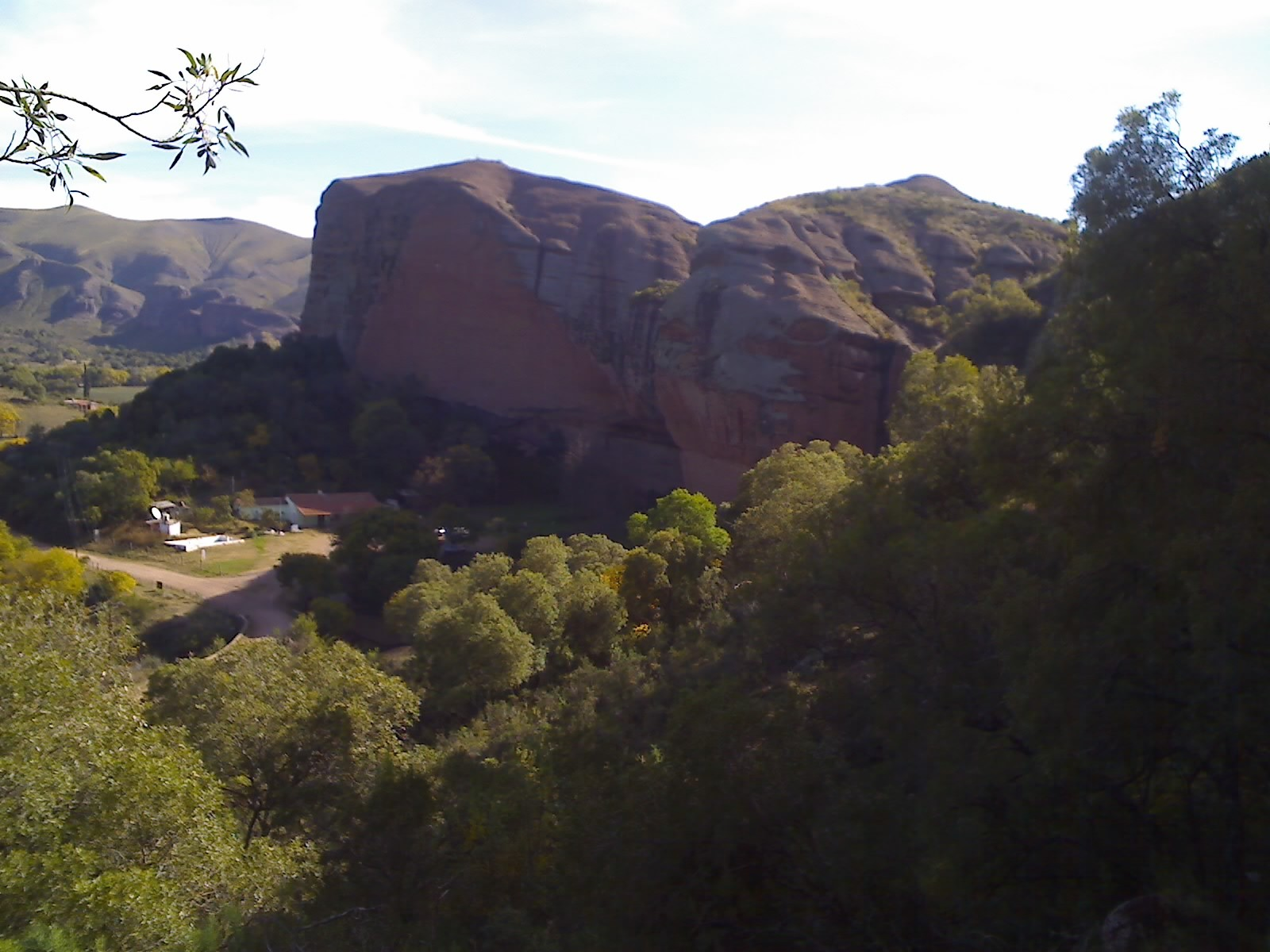
Paisaje de Ongamira

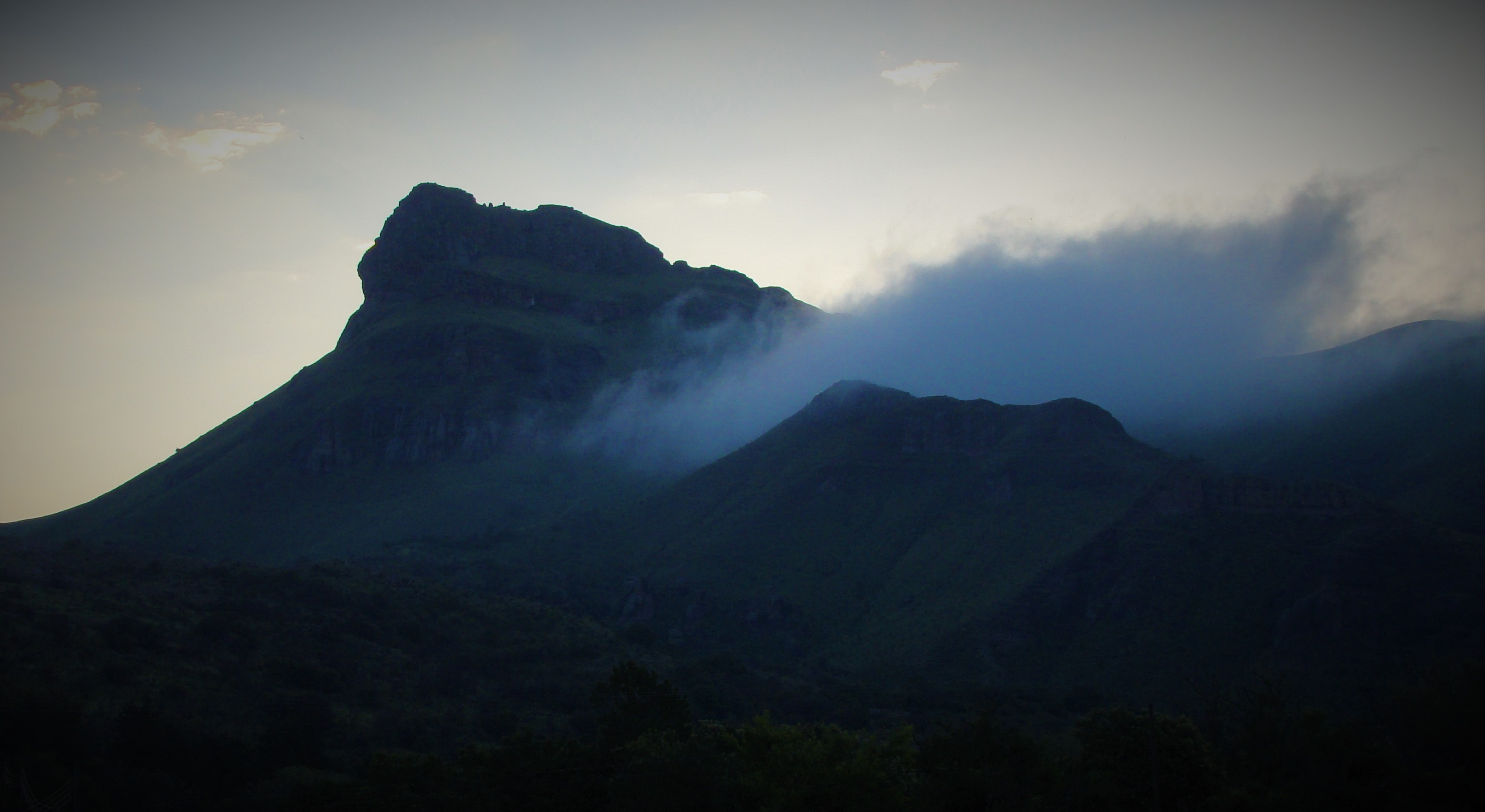
Cerro Colchiquí, Ongamira, photo by Jorge Cappato. Colchiquí, en comechingón “cerro de la tristeza”, luego del suicidio colectivo de los últimos comechingones, hacia 1574.

Ongamira es un valle situado al norte del Valle de Punilla y noroeste de la ciudad de Córdoba, Argentina. El nombre de este valle se deriva de la palabra "Unca-mira" en un idioma indígena: "Unca" se refiere al nombre de un jefe tribal, y "mira" significa un lugar. Ongamira es conocido por sus cuevas y grutas, que tienen importancia geológica y arqueológica.

## Geografía
El valle de Ongamira está caracterizado por la presencia de cascadas pequeñas y ocultas, así como los cerros rojos que rodean el valle. El valle posee abundante vegetación.

## Historia
El fundador de Córdoba, Jerónimo Luis de Cabrera, concedió las tierras de Ongamira a Blas de Rosales, quién fuera el primer conquistador español que logró encontrar el valle en 1573. Después de un año de enfrentamientos violentos con los Comechingones, el pueblo que habitaba la región, los españoles lograron a conquistar el valle. A consecuencia, la mayoría del pueblo indígena murió, y una mayor parte de ellos se suicidaron.
El apelativo «comechingón» parece ser la deformación de una palabra peyorativa que les daba la etnia salavinón -o sanavirona-. Los sanavirones los llamaban «kamichingan», que en idioma salavirón parece haber significado “vizcacha” o “habitante de cuevas”, esto debido al tipo de vivienda semisubterránea, construidas sobre pozos al ras del suelo, en las que habitaban. El pueblo Comechingón, para subsistir, se valía de la agricultura, la recolección de frutos, la ganadería y la caza. 
En la región de Ongamira (cercana a la actual ciudad de Capilla del Monte, N.O. de la provincia de Córdoba, Argentina) la cultura "Ayampitín" predominó desde antes del 4600 a. C., es decir, hace más de 6.600 años. Recién se puede hablar de una cultura Comechingón del 500 al 1600 d. C. Eran nuevos pobladores de carácter alegre, respetuosos de la naturaleza.
Resulta imposible referirse a Ongamira sin evocar la dramática historia de la conquista y el suicidio colectivo de los comechingones. Una tribu vecina, que habitaba en la base del cerro Charalqueta (“cerro de la alegría” en el idioma originario), eligió refugiarse en lo alto, donde fueron capturados y asesinados brutalmente. Los comechingones de Ongamira, en cambio, se enfrentaron a los españoles y –tras matar al capitán invasor Blas de Rosales en 1574 con sus rudimentarias armas–, fueron posteriormente acorralados por los conquistadores. Los últimos comechingones –junto con sus mujeres y niños– se arrojaron al vacío desde el macizo para no ser capturados y esclavizados. Luego del trágico exterminio pasó a llamarse cerro Colchiquí, que en idioma indígena significa “cerro de la tristeza”.

## Arqueología
El valle es un sitio relevante en la arqueología regional y para ciertas discusiones epistemológicas que se dieron durante el desarrollo de la disciplina en Argentina, a mediados del siglo XX. Su primer explorador sistemático fue el Ingeniero Aníbal Montes, que inició sus trabajos en la zona en la década de 1930. Montes describe así el paraje y sus primeras interpretaciones sobre el interés arqueológico que poseen:

El extremo Oeste del valle está cerrado por un gran bastión en forma de herradura, en cuya cara interna existe un elevado reborde que forma un alero o saliente. Constituye así el clásico "abrigo bajo roca" de los arqueólogos y como no podía dejar de suceder, allí habitaron los indígenas en su período de nómades cazadores, antes de que se hicieran agricultores y salieran al llano a habitar en casas.
Aníbal Montes, 1941

La formación de mayor relevancia para la investigación arqueológica es el denominado alero Deodoro Roca.